# В страхе
«В страхе» (англ. In Fear) — британский психологический фильм ужасов 2013 года, снятый режиссёром Джереми Лаврингом по собственному сценарию. Премьера фильма состоялась на 29-м кинофестивале «Сандэнс».

## Сюжет
После двухнедельного свидания Том приглашает Люси пойти с ним и несколькими друзьями на фестиваль. Накануне вечером Том планирует отвезти Люси в отель англ. Kilairney House Hotel, который он забронировал через Интернет на отдалённой дороге в ирландской деревне. Прежде чем отправиться в отель, пара останавливается в пабе, и между Томом и некоторыми местными жителями возникает конфликт.
На пустой задней дороге к отелю Том и Люси движутся кругами, несмотря на то, что следуют указателям, и их GPS перестаёт работать. В конце концов они понимают, что продолжают возвращаться в одну и ту же точку независимо от того, по какому маршруту они идут, и не могут найти путь обратно к главной дороге. Странные вещи начинают происходить, в том числе Люси замечает человека в белой маске и кто-то пытается вытащить её из темноты.
Направляясь по дороге в сторону от нападавшего, Том сбивает мужчину на дороге. Он и Люси подбирают мужчину, который говорит, что его зовут Макс и утверждает, что подвергся нападению со стороны тех же самых людей, преследующих пару. Тем не менее, он в конечном итоге оказывается истинным виновником. Том вытаскивает Макса из машины после мучительного противостояния и Макс ломает запястье Тома в драке.
Люси и Том берут свои факелы, чтобы спрятаться в лесу от него, когда в их машине кончается бензин. В темноте Тома схватывают и он исчезает. Люси возвращается к машине одна и находит бензобак на переднем сиденье. После заправки бака GPS таинственным образом снова начинает работать и Люси едет дальше и в конце концов находит отель, но он заброшен. Автостоянка представляет собой кладбище заброшенных автомобилей, что говорит о том, что она и Том не первые жертвы.
Макс возвращается в Ленд Ровер и преследует Люси. Когда Люси может остановить машину, она находит шланг, идущий из выхлопной трубы в багажник. Она открывает его и обнаруживает Тома, связанного внутри, мёртвым от отравления угарным газом из шланга, засунутого в его горло.
На рассвете Люси находит путь обратно к главной дороге, но, проезжая мимо пустынного болота, она видит Макса, стоящего на дороге вдалеке. Макс протягивает руки и улыбается ей. Люси хлопает ногой по педали и ускоряется в сторону Макса.

## В ролях
- Иэн Де Кэскер — Том
- Элис Энглерт — Люси
- Аллен Лич — Макс

## Критика
На агрегаторе Rotten Tomatoes фильм имеет 81 %-й рейтинг с «сертификатом свежести», выведенный на основании 58 рецензий. Критический консенсус сайта гласит: «Минималистичный и эффективный, „В страхе“ предлагает ценителям ужасов достойное погружение в глубины кинематографической тревоги». На агрегаторе Metacritic рейтинг фильма составил 66 баллов из 100 на основании 14 «в целом благоприятных» рецензий.
Рецензент блога «Кинотом» под псевдонимом Мейн Хаус, оценивший фильм в 8 баллов из 10, охарактеризовал «В страхе» как «поразительно бессмысленное, но пугающее кино».